# Pabellón Polideportivo de Radés
El Pabellón Polideportivo de Radés, (en francés: Salle Omnisports de Radès) es un pabellón multiusos ubicado en el complejo deportivo Cité Olympique Radès de la ciudad de Rades, Túnez. La ciudad deportiva donde se ubica, cuenta además con el Estadio Olímpico de Radés que albergó los Juegos Mediterráneos de 2001, dos estadios anexos y tres piscinas olímpicas.
Este pabellón es sede de eventos deportivos bajo techo tales como baloncesto, balonmano y voleibol, y también se celebran conciertos. Aquí se disputaron los partidos de la fase final del Mundial de Balonmano 2005, en el que España se proclamó campeona del Mundo en la final disputada ante Croacia. Otro evento deportivo de magnitud tuvo evento en el 2015, cuando se disputó el AfroBasket de ese año, torneo para clasificar equipos nacionales de baloncesto a los Juegos Olímpicos de Río 2016.